# أبو منصور فولاذ ستون
أبو منصور فولاد ستون (توفي 1062) كان الأمير البويهي الأخير في فارس، وحكم بشكل مستمر تقريبًا من عام 1048 حتى وفاته. كان ابن أبي كليجار.

## الحكم

### الصراع على السلطة

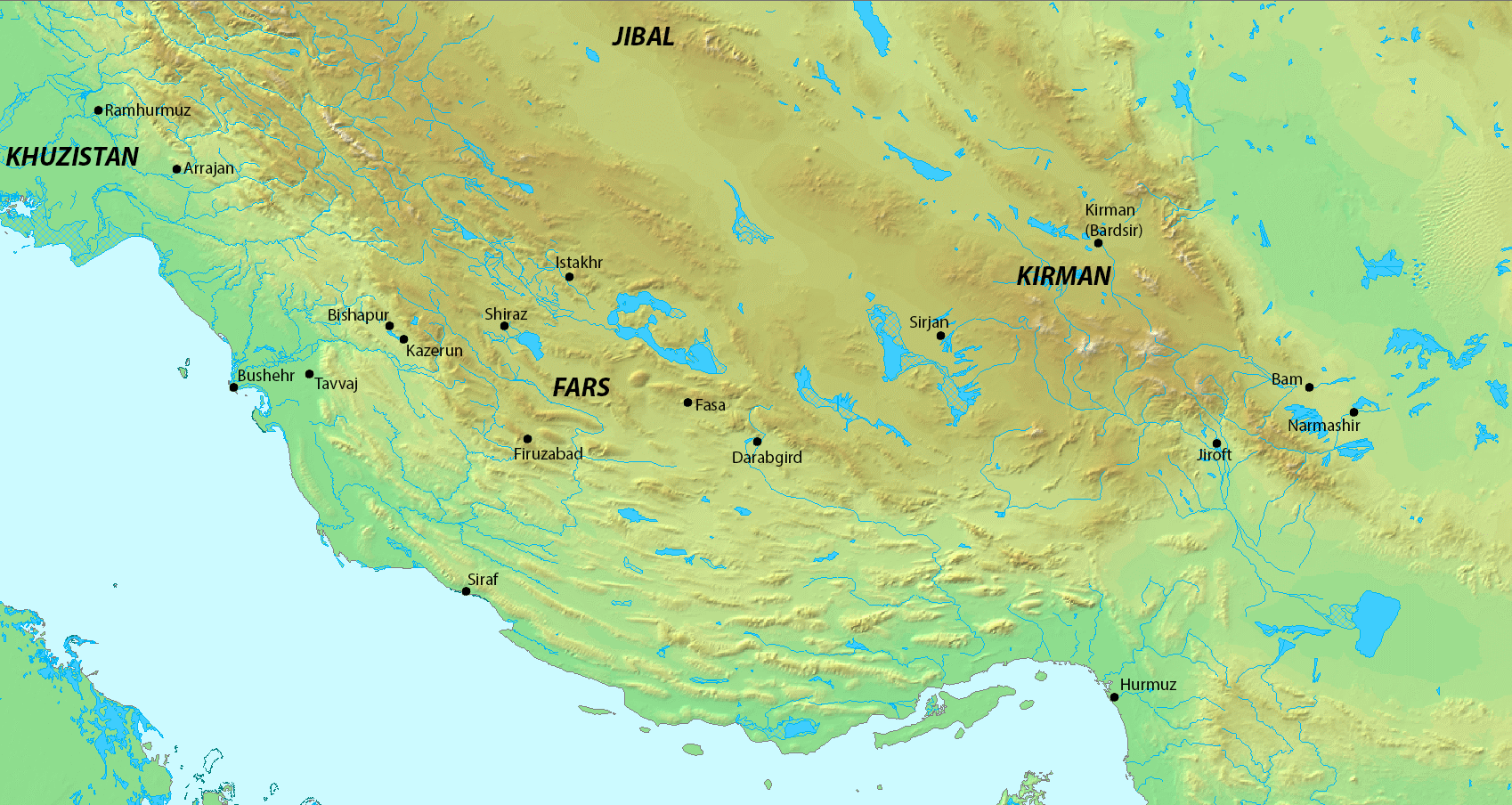
خريطة فارس والمناطق المحيطة بها في القرنين العاشر والحادي عشر

بعد وفاة أبي كليجار عام 1048، خلفه ابنه الأكبر أبو نصر خسرو فيروز أميرًا على بغداد، ولُقب بالملك الرحيم. إلا أن أبا منصور ثار على أخيه واستولى على فارس. قام الملك الرحيم برفقة أخيه أبو سعد خسرو شاه بغزو فارس واحتلال شيراز، وأسروا أبا منصور أثناء الغزو. إلا أن الاضطرابات بين الأتراك والديلميين في جيشه أجبرتهم على التخلي عن الولاية وتركها في أيدي أبي منصور. ثم عاد أبو منصور حاكمًا على فارس مرة أخرى، واستولى على أجزاء من الأهواز من الملك الرحيم. لكن الملك الرحيم تمكن من استعادة الأهواز والاستيلاء على بلدة أخرى اسمها عسكر مكرم من أبي منصور.
وفي عام 1051 أو 1052م، غزا جيش الملك الرحيم فارس مرة أخرى، وهذه المرة هزم أبا منصور وحلفاءه. وفي العام التالي أو نحو ذلك، عادت فارس إلى العراق وحكمها أبو سعد خسرو شاه نيابة عن الملك الرحيم. لكن أبا منصور طلب الدعم من السلطان السلجوقي طغرل بك، وتمكَّن من استعادة شيراز في عام 1053 أو 1054. ثم اعترف بطغرل بك سيدًا له ووضع اسم السلطان أولًا في الخطبة، أمام اسم الملك الرحيم. في عام 1055، استولى قائد عسكري ديلمي يدعى فولاذ على شيراز وأجبر أبا منصور على الانسحاب من فارس. ثم عقد فولاذ مع الملك الرحيم اتفاقًا وافق فيه على الاعتراف بسلطانه. ولكن الملك الرحيم وأبو سعد خسرو شاه لم يثقا به، واستعادا مع أبي منصور شيراز من فولاذ. فوافق أبو منصور مرة أخرى على الاعتراف بسلطة الملك الرحيم.

### السيادة السلجوقية
في كانون الأول 1055، قبضَت قوات طغرل بيك على الملك الرحيم وعزلته في بغداد، مما أدى إلى نهاية حكم البويهيين في العراق. ومع ذلك، تمكن أبو منصور، الذي اعترف مرة أخرى بسلطة السلاجقة، من البقاء في السلطة في فارس لمدة سبع سنوات أخرى كتابع للسلاجقة. لكن القتال المستمر مع إخوته أضعف حكمه، وفي عام 1062 قُتل أثناء قتاله ضد زعيم قبيلة الشوانكارة فضلويا. وبعد فترة وجيزة دخل السلاجقة شيراز وسيطروا على فارس.

## ملحوظات
1. ↑  Bosworth 1975، صفحات 301–302.
2. ↑  Bosworth 1975، صفحة 302.
3. ↑  Bosworth 1975، صفحات 303–304.